# Календская тропа
Календская тропа — древняя дорога (торговый путь) из Байдарской долины на Южный берег Крыма, ныне — туристический маршрут в юго-западном Крыму. Значительная северная часть тропы пролегает по каменистому каньону реки Календа.

## Маршрут
Впервые в известных материалах тропа упоминается в «Путеводителе путешественника по Крыму, украшенный картами, планами, видами и виньетами…» 1833 года Шарля Монтандона, который писал:
Выдвигаясь из Календьи (деревни, самой близкой к Лестнице), по узкой, очень крутой тропе, проложенной вдоль глубокого оврага, на дне которого сочится небольшой ручей, поднимаемся на скалы, находящиеся на юге. … Преодолев полторы версты по лесу, попадаем на другую утоптанную тропу, ведущую от деревни Байдары к Лестнице; от этого пересечения двигаемся еще версту, прежде чем достигнем вершины Лестницы.
По сохранившемуся участку тропы ныне проложен туристический маршрут длиной около 11 км. Время в пути занимает 3-4 часа. После землетрясения 1927 года подъём на перевал стал более затруднительным. Тропа вымощена камнями, которые вкапывали в землю и присыпали щебёнкой. Ширина — 2—3 метра. Пересекает невысокие Крымские горы c высотами порядка 600—700 метров.

## История
По мнению некоторых историков и краеведов дорога (вьючная тропа) использовалась в том числе римлянами в I веке н. э. и соединяла римский военный лагерь Харакс на мысе Ай-Тодор c Херсонесом. Вела через перевал Чёртова лестница (перевал Шайтан-Мердвен — 578 м), затем опускалась в Байдарскую долину (ныне это село Подгорное — Календи, Календо поселение известное с поздневизантийских времен) по долине реки Календа и далее следовала в Симболон (Балаклава). Конечным пунктом был Херсонес. По мнению советского геолога и археолога Л. В. Фирсова подъём на перевал Чертова лестница мог быть доступен для легких двухколесных повозок. Возможно, тяжелые повозки могли использовать более пологий, но длинный путь через перевал Эски-Богаз. Использовалась в том числе и для зимнего сообщения между городами когда на море штормило.
Дорога сохраняла своё значение в Средние века и в Новое время. К примеру в период Крымского ханства население Байдарской долины было даже освобождено от налогов взамен на обязательство поддерживать дорогу в рабочем состоянии. В первой половине XIX века александровский вельможа и байдарский помещик адмирал Н. С. Мордвинов реконструировал часть дороги для собственных нужд.

### Алтари Тита Флавия Цельсина
Л. В. Фирсов подчеркивал наличие устойчивой связи между Херсонесом и Хераксом находками двух алтарей, установленных Титом Флавем Цельсином, бенефициарием XI Клавдиева легиона, в Херсонесе и Хераксе соответственно. Фирсов считал бенефициариев ответственными за содержание и охрану дорог. Алтарь в Хераксе был похищен из Ялтинского музея в период 1941—1944 гг., но сохранился на фотографиях, он был посвящен «Юпитеру Лучшему Величайшему», в остальном текст и материал алтарей идентичны. Алтарь в Херсонесе имеет надпись «Богине Немесиде Хранительнице Тит Флавий Цельсин, бенефициарий консуляра XI Клавдиева легиона, за здравие своё и детей поставил по обету».
Советский историк Э. И. Соломоник считала, что посты бенефициариев обеспечивали безопасность движения и были связующими пунктами между лагерями, находки алтарей бенефициариев служат «надежными вехами для реконструкции разветвленной сети римских дорог», а небольшие святилища устраивали, чтобы боги охраняли воинов на чужой земле. Предполагаемая ей трасса дороги проходила от Херсонеса через Байдарскую долину, Тарпан-Баирский перевал, Ат-Баш к Хараксу.